# Николлс, Алекс
Алекс Николлс (англ. Alex Nicholls, род. 10 июля 1964 года) — преподаватель университета по социальному предпринимательству в Центре социального предпринимательства Сколла в бизнес-школе Саид Оксфордского университета. Был первым сотрудником Центра Сколла.

## Исследования
Научные интересы Алекса Николлса сосредоточены в нескольких ключевых областях социального предпринимательства, в том числе на взаимодействии между государственным и общественным сектором, организационной легитимностью и управлением, развитием рынков социальных финансов, измерения воздействия и инноваций. Алекс Николлс публикуется в рецензируемых журналах, проводит консультационную работу для некоммерческих организаций, социальных предприятий и правительства Великобритании. Он стал соавтором крупной исследовательской книги «Справедливая торговля» с Шарлоттой Опал в 2005 году. В 2006 году был издан сборник ключевых статей о состоянии социального предпринимательства во всём мире, он появился в мягкой обложке издательства Оксфордского Университета в 2008 году.
Алекс Николлс проводил лекции в различных научных учреждениях, в том числе и в Торонтском университете, Городском университете Лидса, Университете Суррея и в бизнес-школе Астонского университета.
Он стал научным сотрудником Академии маркетинговых наук и членом Института обучения и преподавания в сфере высшего образования. Николлс также состоял в региональной группе экспертов по социальным предприятиям по Юго-Восточной Англии и являлся неисполнительным директором крупной компании справедливой торговли.

## Рецензируемые журнальные статьи
- ‘Strategic Options in Fair Trade Retailing', International Journal of Retail and Distribution Management (2002), 30.1, стр. 6-17, А. Николлс (2002);
- ‘The Child-Parent Purchase Relationship: Pester Power, Human Rights and Retail Ethics', Journal of Retailing and Consumer Services, 11, стр. 75-8, А. Николлс и П. Куллен (2004);
- ‘Fair Trade New Product Development’, Service Industries Journal, 24.2, стр. 102—117, А. Николлс (2004);
- ‘Implementing E-Value Strategies in UK Retailing', International Journal of Retail and Distribution Management, 33.6, стр. 426—443, А. Николлс и А. Ватсон (2005)
- ‘Playing the Field: A New Approach to the Meaning of Social Entrepreneurship’, Social Enterprise Journal, 2.1, стр. 1-5, А. Николлс (2006);
- ‘Rediscovering Consumer-Producer Involvement: A Network Perspective on Fair Trade Marketing in the UK ', European Journal of Marketing, 40.11-12, стр. 1236—1253, А. Николлс и А. Александр (2007)
- ‘Purchase Decision-Making in Fair Trade and the «Ethical Gap»', Journal of Strategic Marketing, 14, pp. 369—386, А. Николлс и Н. Ли (2007).

## Книги
- Fair Trade: Market-Driven Ethical Consumption, London: Sage, авторы А. Николлс и С. Опал (2005)
- Social Entrepreneurship: New Models of Sustainable Social Change, Paperback Edition, Oxford University Press, А. Николлс (2008).

## Главы книг
- ‘Social Entrepreneurship: The Emerging Landscape', in Financial Times Handbook of Management: Third Edition (2004), стр. 636-43
- ‘Introduction: The Nature of Social Entrepreneurship', in Nicholls, A. (ed.), Social Entrepreneurship: New Models of Sustainable Social Change, Oxford University Press (2006), стр. 1-35;
- ‘Social Entrepreneurship: The Structuration of a Field’, in Nicholls, A. (ed), Social Entrepreneurship: New Models of Sustainable Social Change, Oxford University Press (2006), стр. 99-118;
- ‘Social Entrepreneurship', in Carter, S. and Evans-Jones, D. (eds.), Enterprise and Small Business: Principles, Practice and Policy. 2nd Edition, FT Prentice Hall, 2006, стр. 220—242
- ‘Capturing the Performance of the Socially Entrepreneurial Organisation (SEO): An Organisational Legitimacy Approach’, in Robinson, J., Mair, J., and Hockerts, K. (eds), International Perspectives on Social Entrepreneurship Research, Palgrave MacMillan (forthcoming)
- Nicholls, A., and Young, R. (2008), ‘Introduction: The Changing Landscape of Social Entrepreneurship', in Nicholls, A. (ed.), Social Entrepreneurship: New Models of Sustainable Social Change, Paperback Edition, Oxford University Press.

## Другие публикации
- What is the Future of Social Enterprise in Ethical Markets?, London, Office of The Third Sector.
- The Landscape of Social Finance, Skoll Centre for Social Entrepreneurship Research Paper.